# Евстафий (Спилиотис)
Митрополи́т Евста́фий (греч. Μητροπολίτης Ευστάθιος, в миру Константи́н Спилио́тис греч. Κωνσταντίνος Σπηλιώτης; род. 16 июля 1940, Валира) — епископ Элладской православной церкви, митрополит Монемвасийский и Спартский (с 1980).

## Биография
Родился 16 июля 1940 года в Валире в диме Месини в семье Афанасия и Пангиоты Спилиоти и был третьим из пяти детей.
Обучался в начальной школе в Валире, а среднюю школу окончил в городе Мелигаласе.
В 1963 году окончил богословский институт Афинского университета.
12 августа 1964 года в Успенском монастыре в Вулкану (Ιερά Μονή Κοιμήσεως Θεοτόκου Βουλκάνου) был пострижен в монашество с именем Евстафий, а 13 августа митрополитом Гортинским Евстафием (Евстафопулосом), временно управляющим Мессинийской митрополией, был рукоположён в сан иеродиакона, после чего исполнял обязанности проповедника в Мессинской митрополии и был профессором Высшей духовной школе в Каламате.
В 1966 году по приглашению митрополита Гортинского Евстафия перешёл в клир Гортинской и Мегалополеоской митрополии и 6 декабря 1966 года был рукоположён в сан иеромонаха и возведён в достоинство архимандрита. В клире митрополии прослужил одиннадцать лет, а в течение двух из них был профессором Профессиональной школы в Мегалополисе.
В 1977 году митрополит Мессинийский Хризостом (Савватос) пригласил его на должность иерокирикса и протосинкелла митрополии. Также стал игуменом Успенского монастыря Вулкану.
28 августа 1980 года Священный синод иерархии Элладской православной церкви избрал его для рукоположения в сан епископа. 31 августа 1980 года был рукоположён в сан митрополита Монемвасийского и Спартского, а интронизация состоялась 28 сентября 1980 года.
В 2006 году удостоен звания почётного доктора университета Пелопоннеса.
По словам лидера партии «Золотая заря» Николаоса Михалолиакоса, митрополит помог партии в предвыборных сражениях, однако митрополит Евстафий опроверг эти сведения.